# Міністерство освіти і науки Норвегії
Королівське міністерство освіти та досліджень (норв. Kunnskapsdepartementet, повна назва: Det kongelige kunnskapsdepartement) — міністерство норвезького уряду, відповідальне за освіту, дослідження, дитячі садки та інтеграцію в Норвегії. Міністерство створене 1814 року як Королівське міністерство у справах церкви та освіти.
Чинною міністеркою освіти є Тоньє Бренна (Норвезька робітнича партія), а міністром досліджень і вищої освіти є Ола Бортен Мое (Центристська партія). Департамент звітує перед законодавчим органом Стортинг.

## Історія
Міністерство утворене в 1814 році після розпаду Данії та Норвегії, в якому спільна центральна урядова адміністрація двох формально окремих, але тісно інтегрованих королівств базувалася в данському Копенгагені. Міністерство спочатку називалося Міністерством у справах церкви та освіти, воно було першим із шести урядових міністерств, заснованих у 1814 році, і також відоме як «Перше Міністерство». Надалі було засноване Міністерство юстиції, Міністерство поліції, Міністерство внутрішніх справ, Міністерство фінансів і Міністерство війни.
Норвегія до 1905 року перебувала в союзі зі Швецією зі спільною зовнішньою та оборонною політикою, однак церковна та освітня політика підпорядковувалися місцевому уряду.
Раніше міністерство відповідало за церковні справи, але в 2002 році ця функція була передана Міністерству культури. У 2006 році міністерству передано в управління дитсадки країни.

## Назва
Повна офіційна назва міністерства — Det kongelige kunnskapsdepartement (буквально «королівське міністерство знань»), але цю назву зазвичай використовують лише в офіційних документах. У повсякденному мовленні міністерство відоме під короткою формою Kunnskapsdepartementet («міністерство знань»).

## Організаційна структура

### Керівництво
Станом на листопад 2023 року політичний склад міністерства виглядає наступним чином:
- Міністр освіти Карі Несса Нордтун (Лейбористська партія)
  - Державний секретар Сіндре Лісе (Лейбористська партія)
  - Державний секретар Синнове М'єлдхайм Скаар (Лейбористська партія)
  - Політичний радник Ойвінд Якобсен (Лейбористська партія)
- Міністр досліджень і вищої освіти Сандра Борч (Центристська партія)
  - Державний секретар Оддмунд Льокенсгард Гоел (Центристська партія)
  - Політичний радник Сігне Бйотвейт (Лейбористська партія)

### Департаменти
Міністерство освіти і науки складається з семи департаментів:
- Департамент інтеграції
- Департамент шкіл і дитячих садків
- Департамент політики у сфері освіти, навчання та кваліфікації
- Департамент адміністрування та стратегічних пріоритетів
- Департамент юридичної роботи
- Департамент управління вищою освітою та науковими установами
- Департамент вищої освіти, наукових досліджень та міжнародних відносин

### Дочірні установи

#### Підпорядковані установи
Міністерству підпорядковуються такі державні органи:
- Норвезька агенція із забезпечення якості в освіті, або Nasjonalt organ for kvalitet i utdanningen (Офіційний сайт) здійснює перевірку якості вищих навчальних закладів і вищої професійної підготовки, а також визнання дипломів, отриманих за кордоном.
- Норвезька агенція з міжнародного співробітництва та підвищення якості вищої освіти, або Direktorat for internasjonalisering og kvalitetsutvikling i høyere utdanning (Офіційний сайт) сприяє міжнародній співпраці у сфері вищої освіти та досліджень.
- Норвезький державний фонд позик на освіту, або Statens lånekasse for utdanning (Офіційний сайт) надає позики та гранти студентам.
- Норвезька служба прийому до університетів і коледжів, або Samordna opptak (Офіційний сайт) Координує прийом на більшість курсів бакалаврату в державних університетах і коледжах.
- Експертизи Норвегії або Kompetanse Norge (Офіційний сайт) працює в таких сферах, як навчання дорослих базовим навичкам, норвезька мова та соціокультурна орієнтація, професійне навчання, консультації щодо кар'єри та відповідності навичок потребам ринку праці.
- Підрозділ — Директорат ІКТ та спільних послуг у вищій освіті та дослідженнях (Офіційний сайт) забезпечує управління та доступ до спільних послуг інформаційно-комунікаційних технологій (ІКТ).
- Дослідницька рада Норвегії або Norges forskningsråd (офіційний сайт) відповідає за фінансування досліджень.
- Норвезькі національні комітети з дослідницької етики або De nasjonale forskningsetiske komiteene (офіційний сайт) професійно незалежні комітети з питань дослідницької етики та розслідування неправомірної поведінки в усіх галузях навчання.
- Норвезьке управління освіти та навчання, або Utdanningsdirektoratetet (Офіційний сайт) Відповідає за розвиток початкової та середньої освіти. Затверджує навчальний план основної та старшої школи.
- Статпед або Statped (Офіційний сайт) національна служба освіти для людей з особливими потребами.
- Національний батьківський комітет дитячих садків або Foreldreutvalget for barnehager (Офіційний сайт) гарантує, що голоси батьків будуть почуті під час дебатів щодо політики щодо дитячих садків, а також виступає як дорадчий орган Міністерства освіти та науки, що представляє інтереси батьків.
- Національний батьківський комітет з питань початкової та середньої освіти або Foreldreutvalget for grunnskolen (Офіційний сайт) гарантує, що голоси батьків будуть почуті в дебатах щодо освітньої політики, а також виступає дорадчим та консультативним органом Міністерства освіти та науки, представляючи інтереси батьків.
- Директорат інтеграції та різноманітності, або Integrerings- og mangfoldsdirektoratet (Офіційний сайт) відповідає за впровадження державної політики щодо інтеграції.
- Інформаційний центр 22 липня, або 22. juli-senteret (Офіційний сайт) — інформаційний центр, присвячений терористичним атакам 22 липня 2011 року в Норвегії, в Осло та на острові Утея.
- Норвезький інститут міжнародних відносин, або Norsk utenrikspolitisk institutt (Офіційний сайт) проводить дослідження зовнішньої політики.
- VEA — Державна школа садівників і флористів, або Norges grønne fagskole - Vea (Офіційний сайт) навчає садівників і флористів на рівні середньої школи.

#### Університети
- Північний університет, або Nord universite (Офіційний сайт)
- Норвезький університет наук про життя, або Norges miljø- og biovitenskapelige universitet (Офіційний сайт)
- Норвезький університет природничих та технічних наук, або Norges teknisk-naturvitenskapelige universitet (Офіційний сайт)
- Бергенський університет, або Universitetet i Bergen (Офіційний сайт)
- Університет Осло, або Universitetet i Oslo (Офіційний сайт)
- Ставангерський університет, або Universitetet i Stavanger (Офіційний сайт)
- Університет Тромсе, або Universitetet i Tromsø (Офіційний сайт)
- Університет Агдера, або Universitetet i Agder (Офіційний сайт)
- Столичний університет Осло, або Oslomet – storbyuniversitet (Офіційний сайт)
- Університет Південно-Східної Норвегії, або Universitetet i Sørøst-Norge (Офіційний сайт)

#### Спеціалізовані ВНЗ
- Школа архітектури та дизайну Осло, або Arkitektur- og designhøgskolen i Oslo (Офіційний сайт)
- Норвезька школа економіки, або Norges handelshøgskole (Офіційний сайт)
- Норвезька школа спортивних наук, або Norges idrettshøgskole (Офіційний сайт)
- Норвезька академія музики, або Norges musikkhøgskole (Офіційний сайт)
- Норвезька школа ветеринарії, або Norges veterinærhøgskole (Офіційний сайт)
- Національна академія мистецтв Осло, або Kunsthøgskolen i Oslo (Офіційний сайт)
- Норвезька школа теології, релігії та суспільства, або Det teologiske menighets fakultet (Офіційний сайт)
- Норвезька бізнес школа BI, або Handelshøyskolen BI (Офіційний сайт)
- Університетський коледж Молде, або Høgskolen i Molde - Vitenskapelig høgskole i logistikk (Офіційний сайт)

#### Університетські коледжі
- Університетський коледж в Інландеті, або Høgskolen i Innlandet
- Самський університетський коледж, або Samisk høgskole (Офіційний сайт)
- Університетський коледж Волда, або Høgskolen i Volda (Офіційний сайт)
- Університет прикладних наук Західної Норвегії, або Høgskolen på Vestlandet (Офіційний сайт)
- Естфолдський університетський коледж, або Høgskolen i Østfold (Офіційний сайт)

#### Компанії з обмеженою відповідальністю
- Норвезький центр дослідницьких даних, або Norsk senter for forskningsdata (Офіційний сайт) — служби інформації та даних для вищої освіти та досліджень.
- Університетський центр у Свальбарді, або Universitetssenteret på Svalbard (офіційний сайт) — проводить дослідження та пропонує деякі освітні пропозиції на університетському рівні з вивчення Арктики.
- Юнінет, або Uninett (Офіційний сайт) — керує національною освітньою та дослідницькою Інтернет-комунікаційною мережею та реєстром доменів norid.
- Дослідницька лабораторія Сімула (Офіційний сайт) — проводить дослідження в галузі мереж, наукових обчислень і програмної інженерії.